# Municipio de Union (condado de DeKalb)
El municipio de Union (en inglés: Union Township) es un municipio ubicado en el condado de DeKalb en el estado estadounidense de Indiana. En el año 2010 tenía una población de 13 220 habitantes y una densidad poblacional de 287,56 personas por km².

## Geografía
El municipio de Union se encuentra ubicado en las coordenadas 41°22′57″N 85°0′47″O / 41.38250, -85.01306. Según la Oficina del Censo de los Estados Unidos, el municipio tiene una superficie total de 45.97 km², de la cual 45,95 km² corresponden a tierra firme y (0,05 %) 0,02 km² es agua.

## Demografía
Según el censo de 2010, había 13 220 personas residiendo en el municipio de Union. La densidad de población era de 287,56 hab./km². De los 13 220 habitantes, el municipio de Union estaba compuesto por el 97,03 % blancos, el 0,41 % eran afroamericanos, el 0,21 % eran amerindios, el 0,76 % eran asiáticos, el 0,7 % eran de otras razas y el 0,89 % eran de una mezcla de razas. Del total de la población el 2,36 % eran hispanos o latinos de cualquier raza.